# ララ (ストリートファイター)
ララ（Laura）は、カプコンが開発・販売している対戦型格闘ゲーム『ストリートファイターV』に登場する架空の人物。

## キャラクター設定
『ストリートファイターIII』（以下『ストIII』）シリーズに登場するショーンの姉。ショーンと同じく日系ブラジル人で、フルネームは「ララ・マツダ（松田）」。
『ストIII』シリーズでは「ショーンには6歳年上の姉と7歳年上の兄がいる」という設定があるのみだったが、プレイアブルキャラクターとして登場した『ストリートファイターV』（以下『ストV』）にて初めて名前と姿が明らかになった。
祖父の松田金治郎から柔術を教わり、習得した柔術に加えて髪をかき上げて発生させる電撃で戦う。だが、ショーンに「マツダ流でもなんでもない」と指摘されている。
髪型は右半分がウェーブのかかったロングヘアで左半分がコーンロウとなっている。デフォルトの衣装は露出度が高い緑色の道着を着ている。
台詞には擬音を用いて言うことが多い。自由奔放でスリルを楽しむ豪快な性格で、南国的な明るさとノリを持っている。マツダ流の伝承者と自称してマツダ流柔術を広めようと各地を旅している。
『ストV』の自身のストーリーモードではショーンが持っている雑誌に掲載している「マスターズ通信空手」とショーンが言った台詞をヒントにバーディー、神月かりん、リュウ、ザンギエフに出会った。ゼネラルストーリーではプロレスショーのリングに乱入してアレックスと勝手にタッグを組み、ザンギエフとレインボー・ミカのタッグと対決する。その後F.A.N.G（ファン）からショーンを助けたケンと出会い、シャドルー殲滅に協力する。
家族構成は祖父の松田金治郎と弟のショーンに加え、祖母のTERUKO、父の松田雄一郎、母のブレンダ、兄のファビオがいる。親戚には母方の叔父家族のダシウバ家がいて、構成はブレンダの弟のPEDROと妻のLUIZA、息子のエンゾと娘のマヌエラがいる。この2人はララたちにとってはいとこの関係である。ダシウバ家は雑貨屋を経営しつつカポエラ教室を開いている。松田家とダシウバ家とは仲が良く、家族一緒に夕食を食べるほど。

## 技の解説

### 通常投げ
セオイスルー
ショーンの技と同名の前方投げ。
プルバックホールド
相手を引き寄せつつ、腕固めで地面にねじ伏せる。

### Vシステム
ダブルスラップ
Vリバーサル。
ボルトパージ
Vシフトブレイク。

#### Vトリガー
バリバリスパーク [I]
両腕に電気を帯電させる。Vスキルと必殺技のダメージ、スタン値が強化される。
ビリビリスタンス [II]
回避技の「マツダ流スウェー」と掴み技の「ビリビリチョーク」が使用可能になる。

#### Vスキル
ボルティーライン [I]
片脚による中段判定の浴びせ蹴りを繰り出す。
リニアウィンカー・アバンテ / エスキーバ / フィンタ
特殊な移動技。「アバンテ」は前方にステップを踏み込み、「エスキーバ」は後方に一歩退き、「フィンタ」は後方に一歩退き再び前方にステップを踏み込む。ボタンホールドで「ボルティーライン」を繰り出す。
ボルティースプリンク [II]
前方にジャンプする。追加入力で後述の派生技を出せる。
サンダースパイク
空中から斜め下に電撃を放つ飛び道具。Vトリガー [I]の「バリバリスパーク」発動中はボタンホールドで威力が上昇する。
ヘビーヒール
踵落としを繰り出す。

### 特殊技
ステップエルボー
踏み込みながら肘撃ちを繰り出す。
ツイストバラージ
「ステップエルボー」ヒット後に、逆の腕でエルボーアッパーを繰り出す浮かせ技。
デュアルクラッシュ
立ち中パンチ、立ち中キックのターゲットコンボ。

### 必殺技
ボルトチャージ
前進して肘撃ちを繰り出す。弱では肘打ちのみで、中で発動するとヒット後に追加技に派生できる。強では空中に飛び上がりつつ肘打ちを繰り出す技で、空中の相手にヒットすると相手を掴み着地ざまに腕固めを繰り出す。
スプリットリバー
「ボルトチャージ」ヒット時の追加技。相手に飛びかかり、腕固めを繰り出す。
ロデオブレイク
「ボルトチャージ」ヒット時の追加技。相手にのし掛かるようにして腕固めを繰り出す。技後は相手との位置が入れ替わる。
サンダークラップ
髪を巻き上げて発生した静電気による雷を放つ。弾速は遅く目の前で消えるが、ボタンホールドで電気を溜めることができる。
サンセットホイール
コマンド投げ。相手の腕を掴みつつ懐に潜り込み、肘打ちで相手を怯ませると相手とともに回転しながら飛び上がり、着地ざまに腕固めを繰り出す。
マツダ流スウェー
Vトリガー [II]の「ビリビリスタンス」発動中に使用できる回避技。上半身をひねり、相手の攻撃を回避する。動作中は「ビリビリチョーク」と「リニアウィンカー・アバンテ」に派生できる。
ビリビリチョーク
相手を掴み、チョークスリーパーで首を絞めつつ、電撃を与える。発生は通常投げより遅く、ダメージは通常技程度、スタン値もないが、「マツダ流スウェー」で攻撃を回避した際に咄嗟に出せるメリットがある。

### クリティカルアーツ
イナズマスピンホールド
相手を掴むと、回転しながら飛び上がり、画面端を縦横無尽に転がり回り、最後に画面端に叩きつけながらチョークスリーパーを決める。

## 関連人物
- ショーン - 弟
- ザンギエフ - 投げ友達